# Edoardo Ballerini
Edoardo Ballerini (Los Angeles, 20 maart 1970) is een in de Verenigde Staten geboren acteur van Italiaanse afkomst, die in het bezit is van beide nationaliteiten. Hij maakte in 1996 zijn filmdebuut als naamloze eindredacteur van een schoolkrant in I Shot Andy Warhol. Sindsdien speelde hij in meer dan twintig films.
Behalve in films speelde Ballerini een aantal keer een wederkerende rol in verschillende televisieseries, zoals in het eerste seizoen van 24 en het zesde van The Sopranos. Daarnaast had hij eenmalige gastrollen in onder meer Law & Order, NYPD Blue, Charmed, Medium, Without a Trace en Moonlight.

## Filmografie
*Exclusief televisiefilms
| - Life Is Hot in Cracktown (2009) - The Caller (2008) - No Exit (2008) - El Cortez (2006) - A Year and a Day (2005) - Freezerburn (2005) - The F Word (2005) - Good Night Valentino (2003) - Malevolent (2002) - Drowning Lessons (2002) - Free (2001) | - Looking for an Echo (2000) - Dinner Rush (2000) - Romeo Must Die (2000) - Suits (1999) - The Last Days of Disco (1998) - Sue (1997) - The Pest (1997) - I'm Not Rappaport (1996) - 5 Dead on the Crimson Canvas (1996) - The Pallbearer (1996) - I Shot Andy Warhol (1996) |

## Televisieseries
*Exclusief eenmalige gastrollen
- Terminator: The Sarah Connor Chronicles - Timms (2008, drie afleveringen)
- The Sopranos - Corky Caporale (2006-2007, vier afleveringen)
- 24 - Frank Allard (2002, drie afleveringen)

- Bibsys: 3018461
- Gemeinsame Normdatei: 128122782X
- International Standard Name Identifier: 0000 0000 4815 2119
- Library of Congress Control Number: no2004073239
- MusicBrainz: 4153f67d-6848-47e1-9713-e14fa4d3620a
- Nationale Bibliotheek van Israël: 987007404240005171
- Système universitaire de documentation: 191549452
- Virtual International Authority File: 14485246
- WorldCat: E39PBJy8qjqYRfd76QtWbyJ4bd